# أصيصينية
الأصيصينية (الاسم العلمي: Chytridiomycota) هي شعبة من الفطريات تتبع تحت مملكة الفطريات الأصيصية. في التصنيف القديم كانت الشعبة الأصيصينية موضوعة في الفطريات الطحلبية تحت شعيبة الفطريات المخاطية.

## التصنيف
- الشعبة الأصيصينية
  - الطائفة الأصيصانية
    - رتبة الأصيصيات
      - الفصيلة الأصيصية
        - جنس الأصيصاء